# Israel Airlines
Israel Airlines (El Al) (en hebreu: אל על) (en àrab: إل عال) és l'aerolínia nacional d'Israel. Duu a terme vols programats internacionals cap a Àfrica, Àsia, Amèrica del Nord, Europa i l'Orient Mitjà i té la seva base en l'Aeroport Internacional Ben Gurion de Tel-Aviv.
Va ser creada el 15 de novembre de 1948 i va iniciar les seves operacions a l'agost de 1949 amb un servei entre Tel-Aviv, Roma i París, que va ser estès a l'any següent fins a Londres. Els vols directes cap a Nova York es van iniciar el 15 de juny de 1961, quan el seu avió Boeing 707 va establir el rècord del vol comercial directe més llarg. El 24 de maig de 1991, un avió Boeing 747 de El Al va transportar un nombre rècord de 1.087 passatgers: van ser jueus etíops que van volar des d'Addis Abeba fins a Israel com a part de l'Operació Salomón. La primera fase de la privatització de El Al es va iniciar al juny de 2003 quan es van negociar 15% de les accions de l'empresa en la Borsa de Tel-Aviv. L'empresa Consorci Knafaim-Arkia, propietària de Arkia Israel Airlines, va adquirir una part important de El Al en l'any 2004 i espera adquirir la resta. Els amos actuals de l'empresa són el Consorci Knafaim-Arkia (40%), inversors privats (30%) i l'Estat (30%). El Al dona feina a 5,417 persones.
El Al és coneguda per les seves estrictes mesures de seguretat. Només una vegada en la seva història un avió ha estat segrestat. És una de les poques aerolínies que passen l'equipatge per càmeres de descompressió.
L'any 1968, un avió de El Al va ser segrestat per membres del Front Popular per a l'Alliberament de Palestina (PFLP). L'avió es dirigia cap a Roma quan va ser desviat a Algèria. Les negociacions van durar quaranta dies. Els ostatges van ser alliberats però els segrestadors no van ser processats. Aquest ha estat l'únic segrest amb èxit d'un vol de El Al. En l'any 1970 uns guàrdies armats van aconseguir evitar un intent de segrest d'un avió de El Al. El 4 d'octubre de 1992, un Boeing 747-200F de càrrega es va estavellar a Amsterdam, en els Països Baixos. Van morir els tres membres de la tripulació, un passatger i 47 persones que eren a terra. El motor interior de l'ala dreta va sortir disparat de l'ala.

## Flota
La flota d'El Al està formada per: 
- 7 Boeing 747-400
- 16 Boeing 737-800
- 6 Boeing 777-200
- 8 Boeing 737-900ER
- 7 Boeing 767-300
- 7 Boeing 787-8
- 6 Boeing 787-9
- 13 Boeing 787-10